# Wozenitz

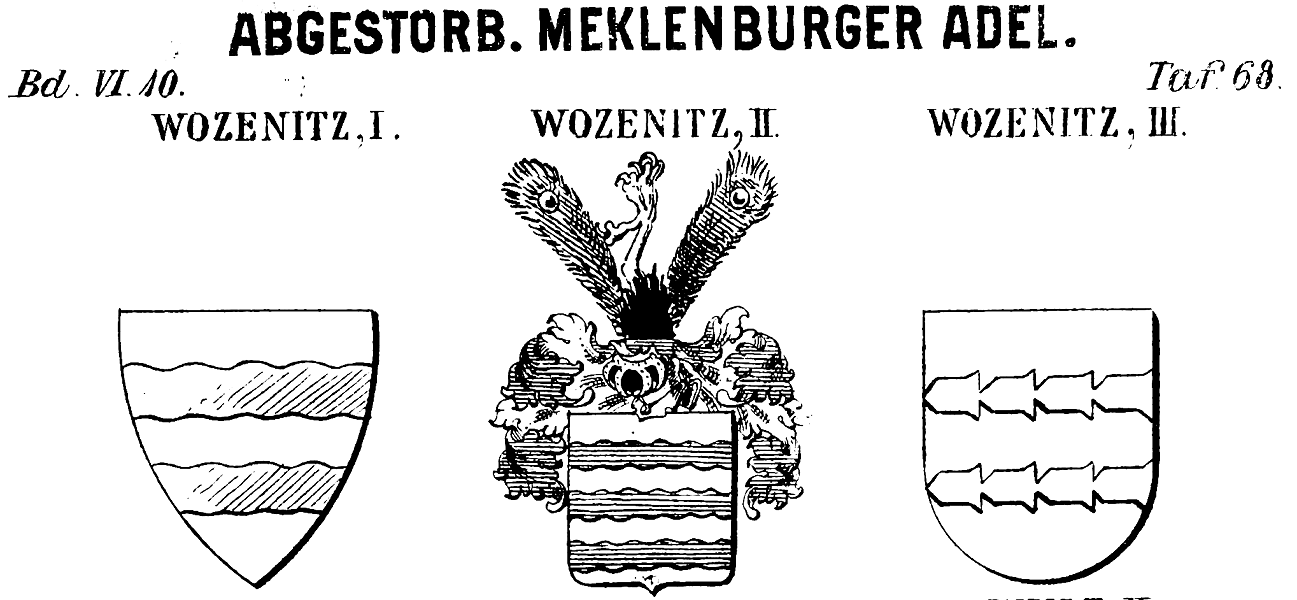
Wappen derer von Wozenitz

Wozenitz (auch Wozenze, Wotzense und Wozeniz) ist der Name eines alten ausgestorbenen mecklenburgischen Adelsgeschlechts.

## Geschichte

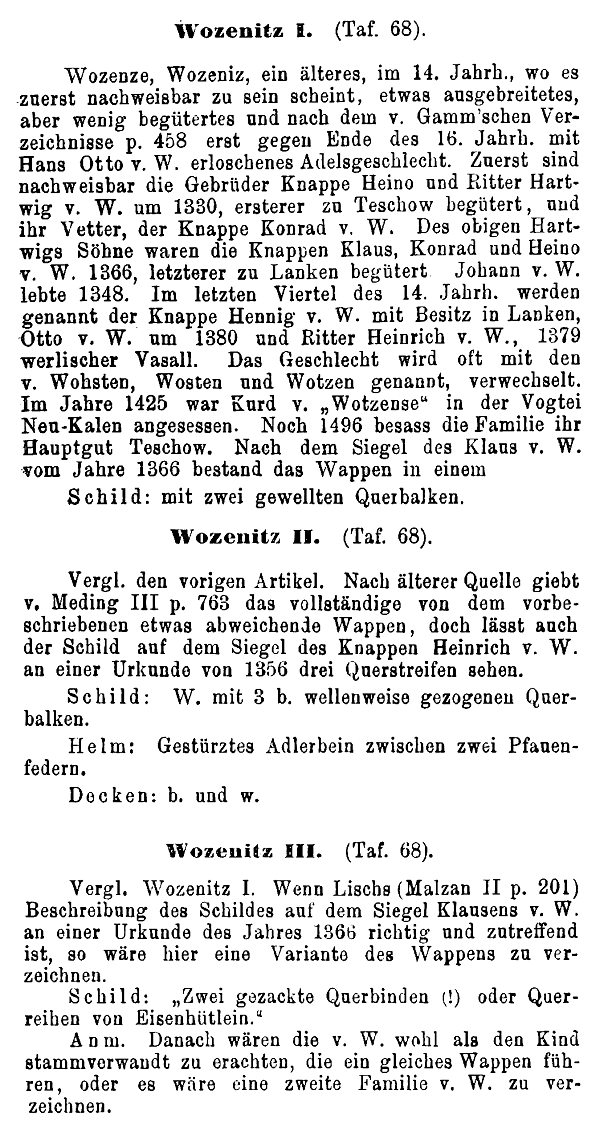
Derer von Wozenitz bei Siebmacher

Das Geschlecht erscheint erstmals um 1330 mit dem Knappen Heino von Wozenitz zu Teschow und dessen Bruder, dem Ritter Hartwig von Wozenitz; daneben tritt noch deren Vetter Konrad von Wozenitz in Erscheinung. Die Söhne des Ritters Hartwig von Wozenitz waren die Knappen Klaus, Konrad und der zu Lanken begüterte Heino von Wozenitz.
Zum Ende des 14. Jahrhunderts werden der Knappe Henning von Wozenitz zu Lanken, Otto von Wozenitz und Ritter Heinrich von Wozenitz erwähnt; der letztere wurde 1379 Vasall des Fürsten Lorenz von Werle und unter anderem von diesem mit dem Gut Vogelsang in der heutigen Gemeinde Lalendorf bei Rostock belehnt.
Kurd von Wotzense war 1425 in der Vogtei Neu-Kalen angesessen.
Hauptgut der Familie von Wozenitz wurde das Gut Teschow.

## Wappen
Nach einem Siegel des Klaus von Wozenitz aus dem Jahr 1366 führte das Wappenschild der Familie von Wozenitz  zwei gewellte Querbalken; der Knappe Heinrich von Wozenitz siegelte im Jahr 1356 eine Urkunde mit drei wellenweise gezogenen Querbalken. Eine weitere Variante führte zwei gezackte Querbinden oder Querreihen von Eisenhütlein im Schild; hier gilt die Stammesverwandtschaft mit den vorgenannten Wappenträgern derer von Wozenitz aber als nicht gesichert.

## Trivia
- Im Fußboden der Teterower Kirche hinter dem Altar ist die Grabplatte des Otto von Wozenitz aus dem Ende des 16. Jahrhunderts eingelassen.
- 1525 gehörte Jürgen von Wozenitz zu den 280 Unterzeichnern der Union der Landstände in Mecklenburg.
- In der Dorfkirche Dorfkirche Alt Karin befand oder befindet sich eine bemalte Scheibe aus dem 16. Jahrhundert, die eine der Wappenvarianten der Familie von Wozenitz zeigt(e).[1]

## Gutsbesitz
- Teschow
- Lanken
- Vogelsang
- Lalendorf
- Raden
- Remplin
- Domsühl
- Neukalen